# AIK banka Niš
AIK banka Niš (code BELEX : AIKB) est une banque indépendante serbe dont le siège social est situé à Niš. Elle entre dans la composition du BELEX15 et du BELEXline, les deux indices principaux de la Bourse de Belgrade,.
AIK banka est un sigle pour Agroindustrijsko komercijalna banka, « banque commerciale de l'industrie agroalimentaire ». 

## Histoire
En 1976, AIK banka Niš a été fondée comme banque interne du complexe agro-industriel de Niš. En 1993, AIK Banka a officiellement fonctionné comme une banque, après avoir obtenu l'autorisation de la Banque nationale de Yougoslavie (NBJ). Elle a été enregistrée en tant que société par actions en 1995.
Le 10 octobre 2005, elle a été admise sur le libre marché de la Bourse de Belgrade.

## Activités
AIK banka Niš propose les services d'une banque commerciale aux particuliers comme aux entreprises : comptes courants et opérations de paiement, banque en ligne, épargne, crédits ou encore cartes de paiement et de crédit.
Elle opère à travers ses succursales de Niš, Belgrade, Novi Sad et Kragujevac et ses agences locales d'Aleksandrovac, Aleksinac, Bačka Topola, Bečej, Belgrade, Bor, Valjevo, Vranje, Vrbas, Vrnjačka Banja, Gornji Milanovac, Zaječar, Zrenjanin, Zlatibor, Ivanjica, Inđija, Jagodina, Kikinda, Kragujevac, Kraljevo, Kruševac, Kula, Kopaonik, Leskovac, Negotin, Niš, Novi Pazar, Novi Sad, Pančevo, Paraćin, Pirot, Požarevac, Ruma, Smederevo, Sombor, Stara Pazova, Subotica, Svilajnac, Topola, Užice et Šabac.

## Données boursières
Le 9 juin 2014, l'action de AIK banka Niš valait 1 610 RSD (14,01 EUR). Elle a connu son cours le plus élevé, soit 15 829 RSD (137,81 EUR), le 27 avril 2007 et son cours le plus bas, soit 1 150 RSD (10,01 EUR), le 12 mars 2009.
En décembre 2013, le capital de AIK banka Niš était détenu à hauteur de 50,37 % par Sunoko d.o.o. Novi Sad et à hauteur de 20,35 % par la Banque agricole de Grèce, rachetée par la Piraeus Bank.